# Prueba de realidades que no se ven
 Prueba de realidades que no se ven es el vigésimo capítulo de la cuarta temporada de la serie dramática El Ala Oeste.

## Argumento
Un avión espía no tripulado ha caído cerca de Kaliningrado mientras espiaba el contrabando de materiales nucleares. El Presidente deberá llamar a su homólogo ruso para arreglar la situación. Leo es partidario de mentir a los rusos, diciéndoles que hacían seguimiento medioambiental. Finalmente el Presidente decide contarles la verdad y llegar a un acuerdo para compartir el material fotografiado, sin que los rusos puedan acceder a tecnología secreta.
Mientras, su equipo juega una partida de Póker y C.J. está convencida de que, al ser el equinoccio de primavera podrá poner en pie un huevo sin que se caiga. Entre los asistentes, la secretaria presidencial, Deborah Fiderer, quien demuestra ser una hábil jugadora de cartas, y Will, quien se marcha a una base de la fuerza aérea para defender a dos soldados que estuvieron a punto de armar cabezas nucleares por confundir un meteorito con un ataque de Corea del Norte.
Durante la partida, un demente disparará contra la sala de prensa, donde se encontraba ella, Toby y Will tras un receso. Estos últimos competían para ver si eran capaces de lanzar una carta más allá de la quinta fila. Tras dos atentados en zonas dispares del mundo, el servicio secreto ordena el aislamiento de la Casa Blanca. Poco después se conocerá que el perturbado quería el suicidio policial, es decir, ser abatido por el propio servicio secreto.
Por otro lado, Zoey Bartlet va a la Casa Blanca, preocupada por su padre y su exnovio Charlie Young. Cuando le ve, le comenta que se irá 12 semanas a Francia con su nuevo novio. Charlie, apenado, lo aceptará con desagrado. Sigue enamorado de ella. Por último, Josh se encarga de entrevistar a un candidato para una vacante en el departamento jurídico (interpretado por Matthew Perry), el abogado Joe Quincy. Tras sospechar de él, termina conociendo que pertenece al partido republicano, pero desea fervientemente, a pesar de su excelente currículo, servir al estado junto al Presidente. Josh recomendará a Leo su contratación.

## Curiosidades
- El actor Matthew Perry, uno de los protagonistas de Friends es un gran admirador de El Ala Oeste y suplicó participar la serie. Finalmente consiguió el papel del abogado Joe Quincy para 3 episodios.[1]
- En el capítulo, la llamada al presidente de Rusia se realiza en un teléfono convencional, como sucede en realidad. Los tiempos del "Teléfono Rojo" finalizaron con la extinta Unión Soviética.

## Premios
- Nominado al mejor actor de reparto Bradley Whitford (Josh Lyman) en los Premios Emmy.[1]
- Nominada a la mejor serie dramática en los Premios Emmy.[1]

## Enlaces
- Enlace al Imdb
- Guía del Episodio (en inglés)